# 23e cérémonie des British Academy Film Awards
Pour la cérémonie des BAFTAs récompensant la télévision, voir la 17e cérémonie des British Academy Television Awards.
La 23e cérémonie des British Academy Film Awards, organisée par la British Academy of Film and Television Arts, s'est déroulée en 1970 et a récompensé les films sortis en 1969.

## Palmarès

### Meilleur film
Fusion des catégories Meilleur film et Meilleur film britannique
- Macadam cow-boy (Midnight Cowboy)
  - Ah Dieu ! que la guerre est jolie (Oh! What a Lovely War)
  - Love (Women in Love)
  - Z

### Meilleur réalisateur
- John Schlesinger pour Macadam cow-boy (Midnight Cowboy)
  - Peter Yates pour Bullitt
  - Richard Attenborough pour Ah Dieu ! que la guerre est jolie (Oh! What a Lovely War)
  - Ken Russell pour Love (Women in Love)

### Meilleur acteur
- Dustin Hoffman pour le rôle de John dans John et Mary (John and Mary)
- Dustin Hoffman pour le rôle d'Enrico "Ratso" Rizzo dans Macadam cow-boy (Midnight Cowboy)
  - Walter Matthau pour le rôle de la star de cinéma dans The Secret Life of an American Wife
  - Nicol Williamson pour le rôle de Bill Maitland dans Inadmissible Evidence
  - Alan Bates pour le rôle de Rupert Birkin dans Love (Women in Love)

### Meilleure actrice
- Maggie Smith pour le rôle de Jean Brodie dans Les Belles Années de Miss Brodie (The Prime of Miss Jean Brodie)
  - Mia Farrow pour le rôle de Mary dans John et Mary (John and Mary)
  - Mia Farrow pour le rôle de Rosemary Woodhouse dans Rosemary's Baby
  - Mia Farrow pour le rôle de Cenci dans Cérémonie secrète (Secret Ceremony)
  - Glenda Jackson pour le rôle de Gudrun Brangwen dans Love (Women in Love)
  - Barbra Streisand pour le rôle de Fanny Brice dans Funny Girl
  - Barbra Streisand pour le rôle de Dolly Levi dans Hello, Dolly !
  - Mary Wimbush pour le rôle de Mary Smith dans Ah Dieu ! que la guerre est jolie (Oh! What a Lovely War)

### Meilleur acteur dans un rôle secondaire
- Laurence Olivier pour le rôle de John French dans Ah Dieu ! que la guerre est jolie (Oh! What a Lovely War)
  - Jack Klugman pour le rôle de Ben Patimkin dans Goodbye Columbus
  - Jack Nicholson pour le rôle de George Hanson dans Easy Rider
  - Robert Vaughn pour le rôle de Chalmers dans Bullitt

### Meilleure actrice dans un rôle secondaire
- Celia Johnson pour le rôle de Miss Mackay dans Les Belles Années de miss Brodie (The Prime of Miss Jean Brodie)
  - Mary Wimbush pour le rôle de Mary Smith dans Ah Dieu ! que la guerre est jolie (Oh! What a Lovely War)
  - Pamela Franklin pour le rôle de Sandy dans Les Belles Années de miss Brodie (The Prime of Miss Jean Brodie)
  - Peggy Ashcroft pour le rôle de Belle dans Auto-stop Girl (Three Into Two Won't Go)

### Meilleur scénario
- Macadam Cowboy (Midnight Cowboy) – Waldo Salt
  - Goodbye Columbus – Arnold Schulman
  - Love (Women in Love) – Larry Kramer
  - Z – Costa-Gavras ; Jorge Semprún

### Meilleure direction artistique
- Ah Dieu ! que la guerre est jolie (Oh! What a Lovely War) – Donald M. Ashton
  - Hello, Dolly ! – John DeCuir
  - Guerre et Paix (War and Peace) – Mikhaïl Bogdanov et Gennadi Myasnikov
  - Love (Women in Love) – Luciana Arrighi

### Meilleurs costumes
- Ah Dieu ! que la guerre est jolie (Oh! What a Lovely War)
  - Funny Girl
  - Isadora
  - Love (Women in Love)

### Meilleure photographie
- Ah Dieu ! que la guerre est jolie (Oh! What a Lovely War) – Gerry Turpin
  - Bullitt – William A. Fraker
  - Funny Girl – Harry Stradling Sr.
  - Hello, Dolly ! – Harry Stradling Sr.
  - Jeux pervers (The Magus) – Billy Williams
  - Love (Women in Love) – Billy Williams

### Meilleur montage
- Macadam Cowboy (Midnight Cowboy) – Hugh A. Robertson (en)
  - Bullitt – Frank P. Keller
  - Ah Dieu ! que la guerre est jolie (Oh! What a Lovely War) – Kevin Connor
  - Z – Françoise Bonnot

### Meilleur son
- Ah Dieu ! que la guerre est jolie (Oh! What a Lovely War)
  - Bullitt
  - La Bataille d'Angleterre (Battle of Britain)
  - Isadora
  - Love (Women in Love)

### Meilleure musique de film
Anthony Asquith Award
- Z – Mikis Theodorakis
  - Cérémonie secrète (Secret Ceremony) – Richard Rodney Bennett
  - L'Affaire Thomas Crown (The Thomas Crown Affair) – Michel Legrand
  - Love (Women in Love) – Georges Delerue

### Meilleur film documentaire
Flaherty Documentary Award
- Prologue – Walon Green

### Meilleur court-métrage
- Picture to Post – Sarah Erulkar
  - Barbican – Robin Cantelon
  - Birthday – Franc Roddam
  - A Test of Violence – Stuart Cooper

### Meilleur film spécialisé
- Let There Be Light
  - The Behaviour Game
  - Isotopes in Action
  - Mullardability

### United Nations Awards
- Ah Dieu ! que la guerre est jolie (Oh! What a Lovely War)
  - Macadam Cowboy (Midnight Cowboy)
  - Z
  - Ådalen '31

### Meilleur nouveau venu dans un rôle principal
Récompense les jeunes acteurs dans un rôle principal.
- Jon Voight pour le rôle de Joe Buck dans Macadam cow-boy (Midnight Cowboy
  - Ali MacGraw pour le rôle de Brenda Patimkin dans Goodbye Columbus (Goodbye, Columbus)
  - Kim Darby pour le rôle de Mattie Ross dans Cent dollars pour un shérif (True Grit)
  - Jennie Linden pour le rôle de Ursula Brangwen dans Love (Women in Love)

## Récompenses et nominations multiples

### Nominations multiples
Films
 11 : Love
 10  : Ah Dieu ! que la guerre est jolie
 7  : Macadam cow-boy
 5  : Z, Bullitt
 3  : Hello, Dolly!, Les Belles Années de miss Brodie, Goodbye Columbus, Funny Girl,
 2  : John et Mary, Isadora, Cérémonie secrète
Personnalités
 3  : Mia Farrow
 2  : Dustin Hoffman, Terry Rawlings, Barbra Streisand, Billy Williams, Harry strading

### Récompenses multiples
Légende : Nombre de récompenses/Nombre de nominations
Films
 6 / 7  : Macadam cow-boy
 5 / 10  : Ah Dieu ! que la guerre est jolie
 2 / 3  : Les Belles Années de miss Brodie
Personnalités
 2 / 2  : Dustin Hoffman

### Le grand perdant
0 / 11  : Love